# Wash trade
 (août 2021).
Une opération de wash trade est une forme de manipulation de marché dans laquelle un investisseur vend et achète simultanément les mêmes instruments financiers pour créer une activité artificielle trompeuse sur le marché. Tout d'abord, un investisseur passera un ordre de vente, puis passera un ordre d'achat pour acheter de lui-même, ou vice versa. Plusieurs motivations sont possibles :
- Augmenter artificiellement le volume des transactions, en donnant l'impression que l'instrument est plus demandé qu'il ne l'est réellement[2].
- Générer des commissions aux courtiers afin de les dédommager pour quelque chose qui ne peut pas être ouvertement payé. Cela a été fait par certains des participants au scandale du Libor[3].

Certaines bourses ont mis en place des procédures de prévention contre les wash trade, parfois obligatoires  comme la STPF (Self-Trade Prevention Functionality) sur l' Intercontinental Exchange (ICE).
Le trading de Wash est illégal aux États-Unis depuis l'adoption du Commodity Exchange Act (CEA) de 1936.
En France, la commission des sanctions de l’Autorité des Marchés Financiers sanctionne les pratiques de wash trade avérées, comme par exemple dans sa décision du 4 août 2021 contre des sociétés et employés du groupe Amundi.